# Pistolet maszynowy MSMC
Modern Sub Machine Carbine (MSMC) – współczesny, indyjski pistolet maszynowy. W 2010 roku trwały próby wojskowe tej broni. W 2013 roku broń została skierowana na ostateczne próby poligonowe.

## Historia
W późnych latach 50. Indie zakupiły licencję na brytyjski karabin samopowtarzalny L1A1 kalibru 7,62 mm NATO. W latach 80. podjęto decyzję o zastąpieniu go nową konstrukcją kalibru 5,56 mm. Broń zaprojektowano w ramach programu Indian National Small Arms System. W skład systemu miał wchodzić karabin, karabinek i ręczny karabin maszynowy. W czasie prób okazało się, że indyjski nabój 5,56 × 45 mm, który posiada silniejszy ładunek prochowy od naboju 5,56 mm NATO, utrudnia skonstruowanie udanego karabinka. Jednocześnie, powstanie w Europie nowej generacji nabojów pistoletowych takich jak 4,6 × 30 mm, czy 5,7 × 28 mm SS190 stało się impulsem do opracowania podobnej amunicji i zasilanej nią broni w Indiach. W ten sposób powstał nowy nabój 5,56 × 30 MINSAS i zasilany nim pistolet maszynowy MSMC. Nowa broń przeznaczona jest w pierwszym rzędzie dla żołnierzy indyjskich jednostek specjalnych. Badania pierwszych prototypów pistoletu maszynowego MSMC rozpoczęły się w 2006 roku. Kolejne próby coraz bardziej dopracowanych prototypów miały miejsce w 2007, 2009 i 2010 roku. W 2011 roku pokazano pierwsze egzemplarze serii próbnej. Zostały one poddane badaniom kwalifikacyjnym zakończonym w drugiej połowie 2012 roku.Ostatnim etapem prób przed przyjęciem broni do uzbrojenia mają być próby poligonowe. W związku z przedłużającymi się pracami nad MSMC niektóre z indyjskich służb zakupiły nowe pistolety maszynowe za granicą. Indyjska straż graniczna zakupiła włoskie pistolety maszynowe Beretta Mx4, a policja Bombaju szwajcarskie pistolety maszynowe B&T MP9.

## Opis
MSMC jest bronią samoczynno-samopowtarzalną działającą na zasadzie odprowadzania gazów prochowych przez boczny otwór lufy. Strzela z zamka zamkniętego. Zamek ryglowany przez obrót. Komora zamkowa prawdopodobnie tłoczona z blachy stalowej, chwyt pistoletowy i krótkie łoże z polimeru. Mechanizm spustowy umożliwia strzelanie ogniem pojedynczym i seriami, skrzydełko przełącznika rodzaju ognia-bezpiecznika obustronne, nad spustem. Mechanizm uderzeniowy kurkowy. Broń zasilana jest z trzydziestonabojowych magazynków łukowych. Gniazdo magazynka umieszczono w chwycie pistoletowym. Kolba wysuwana. Broń wyposażona jest w mechaniczne przyrządy celownicze, dodatkowo na grzbiecie komory zamkowej umieszczono szynę Picatinny na której można zamocować celownik kolimatorowy lub inny celownik dzienny lub nocny. Do broni, nad lufę można dołączyć bagnet.